# 랜싱 커뮤니티 칼리지
랜싱 커뮤니티 칼리지(Lansing Community College)는 1957년에 설립된 2년제 공립 대학이다. 이 대학의 주 캠퍼스는 도시권에 위치해 있으며 미시간주 랜싱의 42에이커 (170,000 제곱 미터) 지역을 차지한다. 2004년에는 랜싱 남서부의 델타 타운십(Delta Township)에 웨스트 캠퍼스를 개교하였으며, 이스트 랜싱의 Eyde Plaza에 이스트 캠퍼스도 있다.